# コーグ (キャラクター)
コーグ（Korg）は、マーベル・コミックによって出版されたアメリカン・コミックスに登場するキャラクターである。

## 発行履歴
グレッグ・パックとカルロ・パグラヤンに創造され、2000年に発行、2006年5月にカバーされた『インクレディブル・ハルク』第93号で展開された『プラネット・ハルク』に初登場した。

## キャラクター経歴
コーグは『ジャーニー・イントゥ・ミステリー』第83号に登場する“クロナン”の一種である。彼らが地球を侵略しようとした際にソーの手によって敗北した後、コーグは異星“サカール”のレッドキングによって幽閉された。彼は服従ディスクによって奴隷にされ、剣闘技場で命をかけて戦わされた。またコーグは、弟マーガスを殺させられた事実に悩まされ続けている。
ハルクがレッドキングの惑星に追放されたとき、コーグは5人の仲間とともにハルクの盟友となった。コーグはグループ同士の会話とゲームを経て、剣闘士になった。それでもハルクと共に戦っていたコーグは、同じく奴隷とされていたシルバーサーファーが服従ディスクを破壊したことでレッドキングに反旗を翻したグループ“ウォーバウンド”の一員となった。
サカールの爆発後、コーグは現状を悲観していたヒロイムを説得し、宇宙船に同伴させた。しかし、シモン・ウィリアムズ/ワンダーマンとの戦いで勝利を収めた後に、ミークがサカールの破壊を引き起こしたことが発覚した後、コーグと他の生き残ったウォーバウンドは“S.H.I.E.L.D.”に投降した。
コーグは『World War Hulk: Frontline』にも探偵の1人として登場し、Arch-E-5912の死を調査する際にニューヨークの探偵とコンビを組み、『Avengers: The Initiative』の『World War Hulk』では、テレンス・ワード/トラウマが仲間の士官候補生を助けに来た際に、コーグは自分の最大の恐怖であるソーに直面した。
ミニシリーズ『Warbound』では、砂漠の真ん中にある都市を新たなガンマワールドに変えたサミュエル・スターンズ/リーダーの討伐に協力するが、ヒロイムが犠牲となってしまった。
また、『World War Hulks』でコーグは、リーダーとMODOKが地球のヒーローの多くをハルクのような怪物に変身させた際にブルース・バナーを助けた。
2010年から2011年にかけての『Chaos War』で、コーグは復活したエミル・ブロンスキー/アボミネーションとアマツ・ミカボシの勢力と戦うハルクスとリック・ジョーンズ/A-ボムに助力し、アマツ・ミカボシがゾムを覚醒させると、マーロ・チャンドラーによって、ヒロイムを含むハルクとコーグの味方たちが復活した。
2016年の『シビル・ウォーII』のストーリー中、クリント・バートン/ホークアイが不測の事態に備えてバナーを殺したことを知ると、コーグはウォーバウンドと共にバナーの葬儀に参列し、ハルクがいかに放っておかれることを望んでいたか、そしていかに彼にとって家族のような味方を作ったかを述べた。

## パワーと能力
他のクロナンと同様、コーグは耐久性のあるシリコンベースの物質でできた身体によって、ほぼすべての物理的な危害から身を守れる岩のような皮膚と、酸素が豊富な大気中においてベン・グリム/シングにほぼ匹敵する巨大な筋力を備え、非常に長い寿命も有している。
グラディエーターとして戦っていた頃は、実際の戦闘技術よりも、その身体能力と極めて耐久性の高い身体に頼ることがほとんどであった。しかし、彼は経験豊富な軍事戦略家にして完璧なプラグマティストである。

## その他のバージョン

### 『Marvel Zombies Return』
『Marvel Zombies Return』では、ウォーバウンドの一員として“ワールド・ウォー・ハルク”を始めるべく月に到達するが、代わりにゾンビ化したジャイアントマンとイモータルズに遭遇し、戦闘になると粉々に吹き飛ばされ死亡した。

### 『ホワット・イフ?』
- 『What if: Planet Hulk』：コーグはサカールの破壊でミークが殺されたことに打ちのめされた後、カイラを女王とする地球征服に参加した。
- 『What if: World War Hulk』：アイアンマンが躊躇なくレーザーを使い、ニューヨークを破壊した後、コーグは残りのウォーバウンドと共に殺された。
- 『What if Thor had battled Hulk?』：コーグと生き残りのウォーバウンドは、ミークの裏切りが明らかになるまで“ウォリアーズ・スリー”と戦うことになった。ソーがハルクの説得に成功した後、コーグはサカール再建を目指してウォーバウンドと共にサカールに戻った。

## MCU版
『マーベル・シネマティック・ユニバース』（MCU）では、タイカ・ワイティティが演じる。日本語吹替は金谷ヒデユキが担当。
本項は、“アース616”（正史の宇宙）におけるコーグを主軸として表記する。

### キャラクター像
かつて惑星“サカール”でグラディエーターとされている者たちの中心格的存在だった“クロナン人”。当時はサカールを統治するグランドマスターの独裁に反対し、一度革命を企てるも失敗。反逆罪で投獄されて、バトルロイヤルの前座役を務めていた。同族の中では小さめで崩れやすいほど耐久性が高くない身体だが、その外見とは裏腹に気さくで人懐っこく、革命を計画しながらも、同じ目的を持ちリーダーシップを発揮できる者がいれば、その人物に抵抗なくついていく柔軟性もある。サカールに漂着したソーと深い交友関係となり、彼らの戦いにも加勢するようになる。

### 変異体
アース616以外の並行世界に存在するコーグの“変異体”たち。基本的な人相と装いは、正史の彼と同等である。
コーグ（アース72124）
“アース72124”のコーグ。描写された限りではグラディエーターとして扱われておらず、多くの宇宙人たちと同様に、パーティー・ソーの友人のパーティー・ピープルの1人である。
コーグ（アース29929）
“アース29929”のコーグ。正史の彼と同様に、グランドマスターの支配下にあるサカールのグラディエーターである。

### スキル
明確な直接描写は乏しいものの、クロナン人由来の力強さと格闘術を有し、銃器の扱いにも長けている。そのため、雑兵程度の敵の大群との集団戦においては、結果的に生き延びることができるほどの実戦能力を有している。

### 武装
ハーネス&装甲板
コーグが身につける革製の防具。ハーネスは上半身に2本分をクロスする形で縛っており、装甲板は太腿に装備される。
ライフル銃
グランドマスターの宮殿の守衛が装備する大型銃器。サカール脱出時に一丁分がヴァルキリーからコーグに与えられ、彼の武器となる。

### 各作品における活躍
『マイティ・ソー バトルロイヤル』
本作でMCU初登場。新たにグラディエーターとなったソーにも親切に接して、互いの理解を深めると、バトルロイヤル時に彼を応援し、ソーのリモコン操作で“服従ディスク”を外されると、同じくディスクが外れたミークたちグラディエーター仲間と共に革命を起こす。
ソーたちに置き去りにされたロキを見つけると、彼を介抱して自分たちのリーダーと認め、“アスガルド”を巡る戦いにも参加。結果的にアスガルドの民の避難に貢献し、物語のラストではアスガルドの最期をソー達と見届け、地球への旅路を共にする。
『アベンジャーズ/インフィニティ・ウォー』では未登場だったが、物語冒頭のサノスらの襲撃時にはソーによって、ヴァルキリーやミークたちと共に“ステイツマン”から逃がされていた。
『アベンジャーズ/エンドゲーム』
本作では“デシメーション”も免れており、2023年時には“ニュー・アスガルド”の住民となり、ソーと共に暮らしていた。ブルース・バナー/ハルクとロケットがソーを訪ねてやって来た時も快く歓迎している。
クライマックスにおけるサノスの群勢との決戦の際に、ニュー・アスガルドと繋がったゲートウェイからヴァルキリーたちと共に登場し、“アベンジャーズ”に参戦。スティーブ・ロジャース/キャプテン・アメリカの号令で大乱闘が開始されると、ドラックスと共にカル・オブシディアンに挑んだ。
『ホワット・イフ...?』
シーズン1
第7話
アース72124のコーグが登場。ラスベガスで催されたパーティーでは、カジノでネビュラから「サイコロに息をかけて」と頼まれたほか、パーティーをやめるよう呼びかけたニック・フューリーを突き飛ばしながら池に飛び込んだ。
後日、シドニーでの催されたパーティーには、おしゃぶりを口に咥えて参加している。
第8話
アース29929におけるコーグが登場。サカールに襲来したウルトロン軍団に戦いを挑むが、インフィニティ・ウルトロンのエネルギー波によって発生したサカールの滅亡に巻き込まれる。
シーズン2
第1話
第4話
『ソー:ラブ&サンダー』

### その他の登場
2021年の映画『フリー・ガイ』にワイティティが出演することから、彼と同作の共演者のライアン・レイノルズが、それぞれマーベル・コミック原作の映画で演じたコーグ、ウェイド・ウィルソン/デッドプールに扮し、劇場公開前に公開された特別映像に登場。2人で『フリー・ガイ』の予告編映像を鑑賞しながら、本作へさまざまなコメントを口にした。

## その他のメディア

### テレビアニメ
- 『スーパー・ヒーロー・ギャング』：シーズン2第45話『Planet Hulk! (Six Against Infinity, Part 5)』に登場し、デイヴ・ウィテンバーグが声をあてた。
- 『ハルク: スマッシュ・ヒーローズ』：シーズン2第27話 『惑星ハルク パート1』に登場し、ジョナサン・アダムズが声をあてた。このバージョンはサカール出身で、リーダーの奴隷の一人である。“エージェント・オブ・S.M.A.S.H.”がサカールに辿り着くと彼らは革命を扇動し、コーグはサディアス・ロス/レッドハルクの説得を受けて奴隷たちを解放する。

### アニメ映画
『超人ハルク:サカールの預言』：ケビン・マイケル・リチャードソンが声をあてた。

### ビデオゲーム
- 『Marvel Puzzle Quest』：サポートキャラクターとして登場。
- 『MARVEL オールスターバトル』：プレイヤーキャラクターとして登場。
- 『Marvel Snap』[16]